# Collège de Montréal

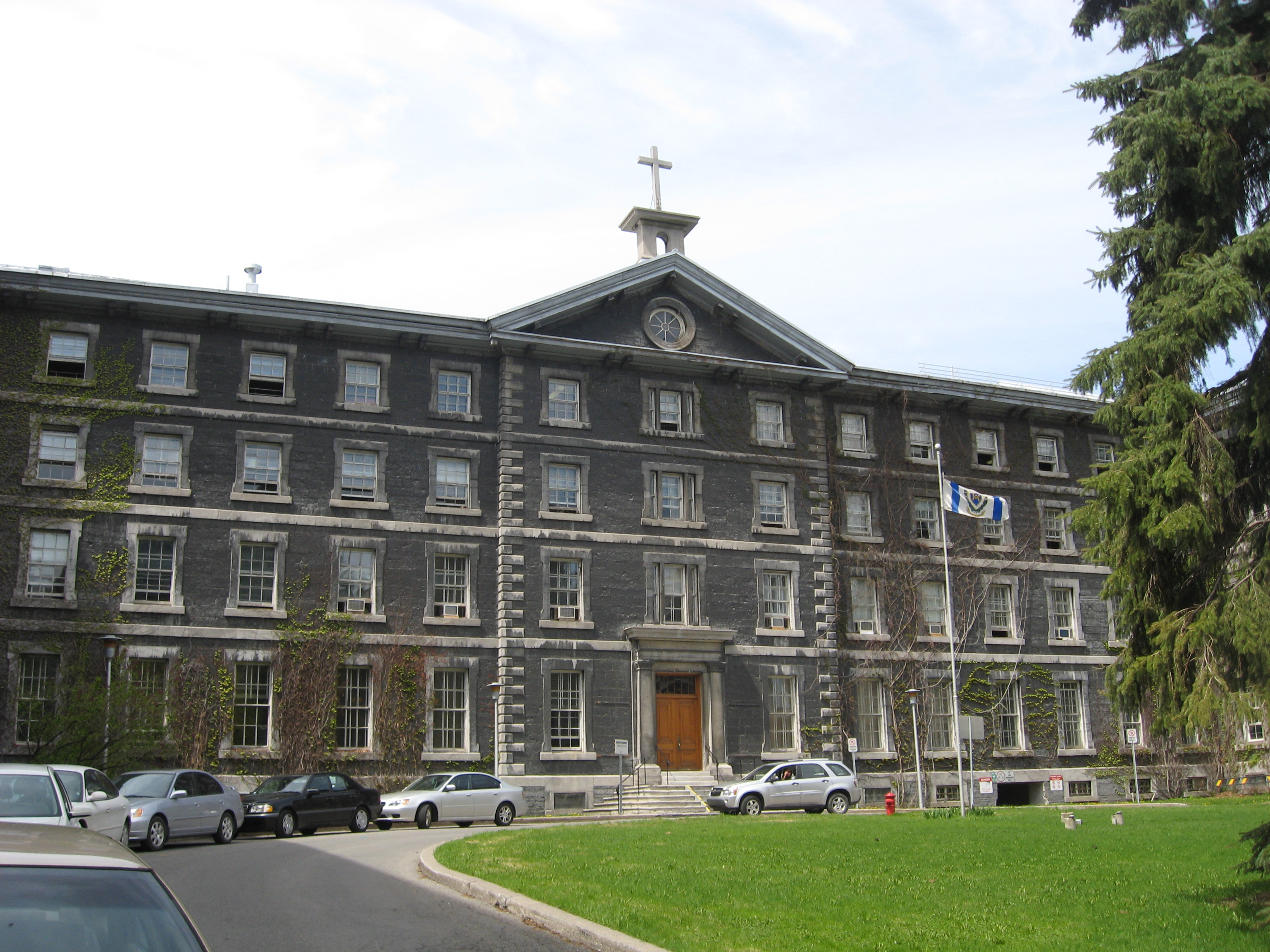
L'entrée du Collège de Montréal, au 1931 rue Sherbrooke Ouest.

Le Collège de Montréal est un établissement d'enseignement secondaire pour filles et garçons, situé sur la rue Sherbrooke ouest à Montréal (Québec, Canada). Il est considéré comme le premier établissement d'enseignement secondaire à avoir vu le jour sur l'île de Montréal.
Fondé en 1767 par le Sulpicien Jean-Baptiste Curatteau, le Collège de Montréal s’installe dans le presbytère agrandi de la paroisse de Saint-François d’Assise de la Longue Pointe, à l’est de l’Île de Montréal, 125 ans après la fondation de Montréal.

## Liste chronologique d'événements marquants sur l'histoire du Collège de Montréal
- 1767 - Ouverture d'une école latine dans le presbytère de Longue-Pointe par le curé Jean-Baptiste Curatteau de la Blaiserie, de la Compagnie des prêtres de Saint-Sulpice.
- 1773 - Déménagement de l'école dans le château de Vaudreuil, ancienne résidence du gouverneur de la Nouvelle-France située au sud de l'actuelle place Jacques-Cartier. L'école prend le nom de Collège Saint-Raphaël.
- 1803 - Destruction de l'édifice par un incendie.

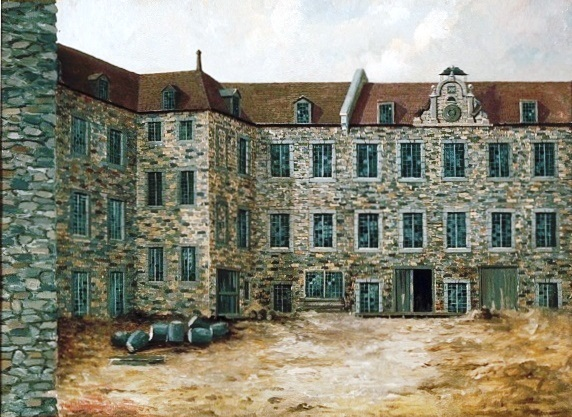
Collège de Montréal, rue du Collège

- 1806 - Déménagement dans un nouvel édifice construit par les Sulpiciens sur la rue du Collège (actuelle rue Saint-Paul) à l'ouest de la rue McGill. L'établissement prend le nom de Petit Séminaire.
- 1862 - Comme l'édifice du Petit Séminaire est occupé par les soldats britanniques, les élèves sont relocalisés dans l'édifice du Grand Séminaire de Montréal au pied du mont Royal sur la rue Sherbrooke.
- 1870 - Ouverture de l'actuel édifice conçu par l’architecte Henri-Maurice Perreault comme un prolongement du Grand Séminaire de Montréal.
- 1881- Inauguration de la chapelle du Collège de Montréal, conçue par les architectes Victor Bourgeau et Alcibiade Leprohon.
- 1913 - Inauguration du Pavillon des Loisirs.
- 1941 - Le Pavillon des loisirs est renommé "Ermitage".
- 1958 - Inauguration de l'aile des classes Est.
- 1997 - Le Collège devient une institution mixte après 230 ans d'éducation destinée uniquement aux garçons.
- 1998 - Inauguration du complexe multisportif, à l'extrémité Est de l'aile des classes.
- 2007 - L'Ermitage est transformé en salle de spectacle. Son inauguration a lieu le 2 février.
- 2010 - Inauguration du terrain multi-sports synthétique.
- 2015 - Inauguration d'une bibliothèque ultra-moderne, construite au sein de la chapelle du Collège de Montréal.
- 2017 - Année de commémoration du 250e anniversaire du Collège de Montréal.

## Anciens du Collège de Montréal
L'Association des Anciens du Collège de Montréal est une organisation à but non lucratif regroupant plus de 6 000 membres. Voici quelques personnages marquants qui sont passés par l'institution :
- Adrien Arcand, journaliste et homme politique d'extrême-droite
- Élie-J. Auclair, historien
- Hermas Bastien, journaliste
- Denis Bouchard, acteur, metteur en scène et directeur artistique
- Guy Boucher, joueur et entraîneur de hockey sur glace
- Gustave Bourassa, prêtre
- Napoléon Bourassa, architecte, peintre et écrivain
- Louis-Joseph-Napoléon-Paul Bruchési, évêque
- George-Étienne Cartier, homme politique
- Joseph-Adolphe Chauret, avocat et homme politique
- Léon Adolphe Chauvin, avocat et homme politique
- Raoul Dandurand, avocat et un homme politique canadien
- Louis Dantin, écrivain
- Paul David, cardiologue et un homme politique québécois
- Georges-Raoul-Léotale-Guichart-Humbert Saveuse de Beaujeu, homme politique
- François Vachon de Belmont, sulpicien
- Charles-Eugène Boucher de Boucherville, médecin et homme politique québécois
- Jérémie-Louis Décarie, homme politique
- Joseph Adélard Descarries, avocat et homme politique
- Joseph Doutre, avocat et homme politique
- Cyrille Doyon, homme politique
- Joseph-Médard Emard, évêque
- Joseph Arthur Calixte Éthier, avocat et homme politique
- Pierre Falardeau, cinéaste
- Ægidius Fauteux, bibliothécaire et historien
- Jean-Baptiste Romuald Fiset, médecin et homme politique
- Joseph-Guillaume-Laurent Forbes, évêque
- Jean-Marc Fournier, homme politique
- Yves Gabias, avocat et homme politique
- Gabriel Gascon, acteur
- Roger Gauthier, botaniste
- Gratien Gélinas, comédien
- Rodolphe Girard, écrivain
- Charles-Auguste-Maximilien Globensky, homme politique
- Archange Godbout, généalogiste
- James John Edmund Guerin, homme politique
- Arthur Guindon, prêtre sulpicien, peintre, poète, amateur d'histoire et d'ethnologie.
- Jean Holmes, prêtre et enseignant
- François Labelle, pédagogue
- Séverin Lachapelle, médecin et homme politique
- Patrice Lacombe, écrivain
- Louis-Hippolyte La Fontaine, homme politique
- Louis-Philippe-Adélard Langevin, évêque de Saint-Boniface
- Martin Lapointe, Joueur de hockey LNH
- Stéphane Laporte, scénariste humoristique, chroniqueur journalistique, réalisateur et directeur artistique
- Jean-Jacques Lartigue, ecclésiastique canadien
- Élie-Anicet Latulipe, évêque de Timmins
- Salluste Lavery, homme politique
- Joseph Alfred Leduc, marchand et homme politique
- Joseph Lenoir, poète
- Claude Léveillée, auteur-compositeur-interprète
- André Lussier, médecin et professeur
- Joseph Alexandre Camille Madore, avocat et homme politique
- Charles-Christophe Malhiot, médecin et homme politique
- Jean-Omer Marchand, architecte
- Luc-Hyacinthe Masson, homme politique
- Jean-Baptiste Meilleur, éducateur
- Andrew Molson, homme d'affaires
- Édouard Montpetit, avocat, économiste et universitaire
- Émile Nelligan, poète
- Gédéon Ouimet, avocat, homme politique et fonctionnaire québécois
- Louis-Joseph Papineau, homme politique
- Ésioff-Léon Patenaude, homme politique
- Gilles Pigeon, médecin, néphrologue et professeur
- Antoine Olivier Pilon, comédien
- Joseph-Octave Plessis, évêque de Québec
- Julien Poulin, comédien
- Jules-Maurice Quesnel, compagnon de Simon Fraser, une rivière, un lac et une ville de la Colombie-Britannique portent son nom
- Joseph-Vincent Quiblier, supérieur
- Louis Riel, homme politique
- Jean-François Roberge, enseignant et homme politique
- Charles-Séraphin Rodier, homme d'affaires et homme politique
- Bertrand St-Arnaud, avocat et homme politique
- David Saint-Jacques, ingénieur, astrophysicien, médecin et astronaute
- Luc-Normand Tellier, économiste urbain et historien de l'urbanisation
- Roger T. Trudeau, ingénieur
- Patrice Vermette, directeur artistique et chef décorateur
- Jacques Viger, premier maire de Montréal et journaliste
- Alexis Nantel, président de la fondation de Montréal
- Sébastien Kfoury, médecin vétérinaire et animateur de télévision

Le Conseil d'Administration des Anciens du Collège de Montréal s'occupe de tisser des liens avec les anciens élèves et professeurs du Collège.

## La Fondation
Son but est d'offrir des bourses aux enfants performants provenant de milieux aux revenus faibles.